# Feixiang
Der Kreis Feixiang (chinesisch 肥鄉縣 / 肥乡县, Pinyin Féixiāng Xiàn) ist ein Kreis in der chinesischen Provinz Hebei. Er gehört zum Verwaltungsgebiet der bezirksfreien Stadt Handan. Feixiang hat eine Fläche von 501,4 km² und zählt 351.690 Einwohner (Stand: Zensus 2010).